# 飯田雄二
飯田雄二（いいだ　ゆうぞう、1931年1月28日 -）。

## 来歴・人物
愛知県出身・在住。
1955年日本大学通教文学部史学科卒業。
1974年愛知県教員組合委員長。
1975年愛知県議会議員。